# Бронепалубные крейсера типа «Ирене»
Бронепалубные крейсера типа «Ирене» — первые немецкие бронепалубные крейсера. Первоначально числились в составе флота как крейсера-корветы (нем. Kreuzerkorvette) 2-го класса. Родоначальники немецких «больших крейсеров». Всего построены 2 корабля: «Ирене» (нем. Irene) и «Принцесс Вильгельм» (нем. Prinzeß Wilhelm).

## Конструкция

### Корпус
Корпус крейсеров набирался по смешанной системе. Двойное дно шло по всей длине кораблей и имело обшивку из дерева и меди для предотвращения обрастания корпуса. Крейсера типа «Ирене» отличала хорошая мореходность и умеренная качка, как бортовая, так и килевая. Маневренность и управляемость также находились на высоком уровне.

### Бронирование
Толщина карапасной броневой палубы колебалась от 20 мм до 75 мм на скосах в средней части кораблей. Она прикрывала все жизненно важные центры корабля. Защиту усиливали коффердамы, заполненные целлюлозой. Кроме того машины и кожухи дымовых труб защищались гласисами толщиной 120 мм. Лёгкое броневое прикрытие имела боевая рубка. Орудия защищались броневыми щитами.

### Вооружение
Вооружение крейсеров проекта стало их самым главным недостатком. В то время Германия отставала от Великобритании в разработке скорострельных морских орудий. Однако оснастить крейсера скорострельными артсистемами производства «Армстронга» означало подорвать авторитет крайне важного для страны концерна «Крупп». В итоге крейсера получили по 14 не скорострельных 150-мм орудий производства «Круппа» длиной ствола 30 калибров.  Реальная огневая мощь этих орудий была заметно ниже, в сравнении с вооружением новейших крейсеров зарубежной постройки.

## Служба
- «Ирене» был заложен в 1886 году на верфи «Вулкан» (нем. Vulcan A.G.) в Штеттине. На воду крейсер спустили 23 июля 1887 года, а в строй он вступил 25 мая 1888 года. В 1893 году был перевооружён. В 1903 — 1907 годах прошёл ремонт в Вильгельмсхафене. В 1914 году был разоружён и стал плавбазой подводных лодок, затем плавучей казармой. Списан и продан на слом в 1921 году.

- «Принцесс Вильгельм» был заложен в 1886 году на верфи «Германия» (нем. Germaniawerft) в Киле. На воду крейсер спустили 22 сентября 1887 года, а в строй он вступил 13 ноября 1889 года. В 1893 году был перевооружён. В 1899 — 1902 годах прошёл ремонт в Вильгельмсхафене. В 1914 году был разоружён и стал минным тендером. Списан и продан на слом в 1922 году.

## Оценка проекта
В целом, первый опыт немецких конструкторов в области строительства бронепалубных крейсеров получился неудачным. Хотя крейсера типа «Ирене» имели достаточно неплохие чисто морские характеристики, в остальном они намного проигрывали крейсерам ведущих морских держав. Их скорость не отвечала требованиям, предъявляемым тогда кораблям крейсерского класса, бронирование было слабым. Но особенно плохо обстояло дело с артиллерией — не скорострельной и обладавшей малой дальнобойностью. Хотя перевооружение несколько улучшило боевые качества крейсеров, для серьёзной войны они не годились и оставались более учебными, чем боевыми единицами.